# Rayon d'action
 (février 2025).
Si vous disposez d'ouvrages ou d'articles de référence ou si vous connaissez des sites web de qualité traitant du thème abordé ici, merci de compléter l'article en donnant les références utiles à sa vérifiabilité et en les liant à la section « Notes et références ».

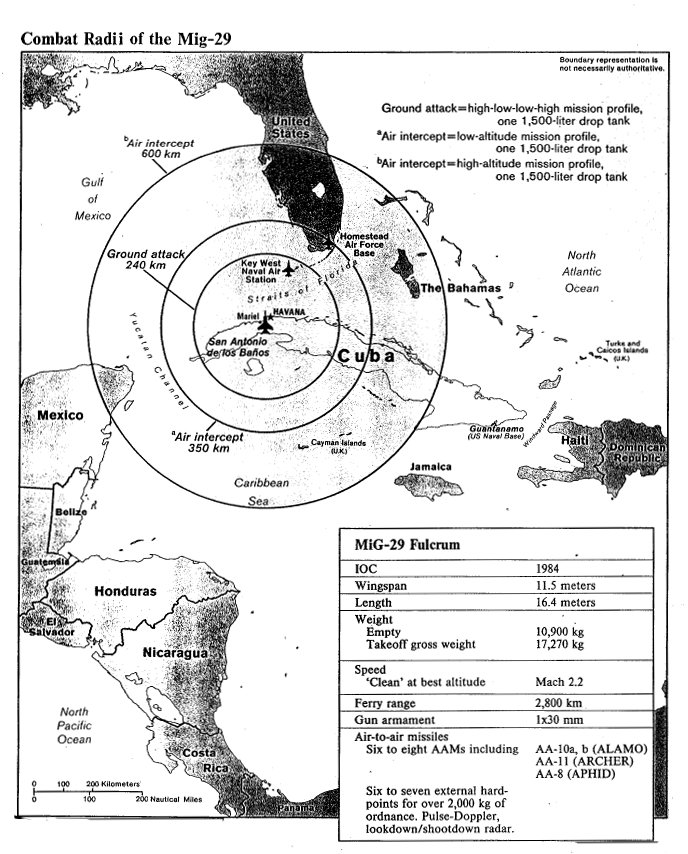
Rayon d'action estimé des avions de combat cubains Mig-29 Fulcrum.

Le rayon d'action est la distance du point le plus éloigné que peut atteindre un aéronef ou un navire pour les missions ou les opérations impliquant un retour au point d'origine. C'est le cas de la plupart des missions militaires et des opérations de travail aérien ou maritime.
Il ne faut pas confondre le rayon d'action (ou la distance franchissable) exprimé en nautiques (ou milles marins), avec l'autonomie exprimée en durée, c'est à dire le nombre de jours ou un bâtiment ou un aéronef peu naviguer ou voler sans se ravitailler.

## Définition
Les aviateurs et les marins définissent le rayon d'action maximal de leurs moyens aériens ou de leur navire en fonction de divers paramètres adaptés à la mission prévue et des conditions météorologiques standards. Dans la pratique chaque utilisateur définira un rayon d'action opérationnel maximal en fonction de ses propres conditions d'utilisation.
Parmi les paramètres pouvant définir les performances d'un aéronef ou d'un navire, les trois considérés comme essentiels sont :
- la charge utile pour un aéronef ou le déplacement à pleine charge pour un navire ;
- la vitesse ;
- l'endurance : se traduit soit par une autonomie, exprimée en heures de vol soit par un rayon d'action ou une distance franchissable, exprimés en kilomètres ou nautiques pour un aéronef ou un navire.

## Application à un avion de combat
Le rayon d'action dépend fortement du profil de la mission, souvent complexe, avec des variations d'altitude suivant la zone survolée, amie, neutre ou ennemie et suivant la nature de l'armement utilisé. Le rayon d'action opérationnel peut être augmenté avec l'utilisation de réservoirs largables ou par le ravitaillement en vol.
Les militaires utilisent souvent les vocables « hi » (high) et « lo » (low) pour désigner les parties de la mission effectuées à haute altitude ou à basse altitude. Une mission hi-lo-hi pourra représenter un vol où l'avion vole à une altitude économique jusqu'à pénétration en zone ennemie, où il descendra pour éviter les radars de défense, puis un retour à haute altitude après exécution de la mission.